# Джмелі (Борисовський район)
Джмелі (біл. вёска Чмялі) — село в складі Борисовського району Мінської області, Білорусь. Село підпорядковане Зембинській сільській раді, розташоване в північно-східній частині області.